# Consolata Boyle
Consolata Boyle est une costumière irlandaise basée à Dublin. Elle travaille fréquemment avec le réalisateur britannique Stephen Frears et a été nommée trois fois pour l'Oscar de la meilleure création de costumes pour son travail sur trois de ses films : The Queen (2006), Florence Foster Jenkins (2016) et Victoria & Abdul (2017).

## Enfance
Consolata fréquenta l'école secondaire Holy Child Killiney, Dublin, Irlande et obtint un diplôme d'archéologie et d'histoire à l'University College Dublin où elle faisait partie de la société d'étudiants Dramsoc. Elle se fit la main dans la création de costumes à l'Abbey Theatre et commença sa carrière au début des années 1980. Elle compléta, ensuite, sa formation avec un diplôme en textiles au  West Surrey College of Art & Design (maintenant appelé Université des arts créatifs).

## Principaux travaux
Son nom apparaît au générique de nombreuses réalisations tel que Anne Devlin (1984), December Bride (1991), Le Cheval venu de la mer (1992), Parfum de scandale (1994), Les Cendres d'Angela (1999), Nora (2000), Brendan et Trudy (2001), La Dame de fer (2011), Mademoiselle Julie (2014), ainsi que Mémoires de jeunesse (2014). Sa collaboration avec Stephen Frears commence avec The Snapper (1993) puis Mary Reilly (1996), The Queen (2006), Chéri (2009), Tamara Drewe (2010), Philomena (2013), Florence Foster Jenkins (2016) et Victoria & Abdul (2017).

## Succès
En plus des trois nominations aux Oscars, Consolata Boyle a été citée pour plusieurs autres récompenses tout au long de sa carrière. Entre autres, elle remporta un Emmy Award pour le téléfilm Le Lion en hiver (2003), une récompense de la Corporation des créateurs de costumes pour The Queen (2006) ainsi que quatre awards de la société de films et télévision irlandaise pour The Queen (2006), Chéri (2009), La Dame de fer (2011) et Philomena (2013).

## Vie privée
Depuis 1980, Consolata Boyle est mariée avec Donald Taylor Black et ils ont un enfant.

## Filmographie
- 1984 : Anne Devlin
- 1991 : December Bride
- 1993 : The Snapper
- 1992 : Le Cheval venu de la mer
- 1994 : Parfum de scandale
- 1996 : Mary Reilly
- 1999 : Les Cendres d'Angela
- 2000 : Nora
- 2001 : Brendan et Trudy
- 2006 : The Queen
- 2009 : Chéri
- 2010 : Tamara Drewe
- 2011 : La Dame de fer
- 2013 : Philomena
- 2014 : Mademoiselle Julie
- 2014 : Mémoires de jeunesse
- 2016 : Florence Foster Jenkins
- 2017 : Victoria & Abdul
- 2018 : Gentlemen cambrioleurs (King of Thieves) de James Marsh
- 2020 : Enola Holmes de Harry Bradbeer
- 2022 : Enola Holmes 2 de Harry Bradbeer